# Râul Luteștilor
Râul Luteștilor este un afluent al râului Arieș. 